# Glasgow (Illinois)
Glasgow – wieś w Stanach Zjednoczonych, w stanie Illinois, w hrabstwie Scott.